# ビル・ロビンソン
ビル・ロビンソン（Bill Robinson、本名：William A. Robinson、1938年9月18日 - 2014年2月27日）は、イギリス・マンチェスター出身のプロレスラー。
ウィガンのビリー・ライレー・ジムでキャッチ・レスリングを習得し、欧州マットを経て日本やアメリカで活躍した。ダブルアーム・スープレックスを日本で初公開したことから、「人間風車」の異名を持つ。
アメリカではバーン・ガニアが主宰していたAWAを主戦場に、"ブリット" ビリー・ロビンソン（"Brit" Billy Robinson）のリングネームで活動。戴冠は果たせなかったものの、次期AWA世界ヘビー級王者の最有力候補とされていた。

## 来歴

### 欧米での活動

#### 初期
曾祖父ハリー・ロビンソンはボクシングの元ブリティッシュ・ブラスナックル王者。父親のウィリアム・ジェームズ・ロビンソンもハリー・ロビンソンのリングネームで活動したプロボクサー。父に憧れ12歳でボクシングを始めるが、13歳のときに友人の投げたブリキの看板が目をかすめ、眼球を損傷しボクサーの道を断念。その後、同じくボクシングの元ヨーロッパ・ヘビー級王者であり、後にプロレスラーとなった叔父のアルフ・ロビンソンの勧めでレスリングに転向、YMCAのレスリング・クラブを経て、1954年に15歳でビリー・ライレー・ジムに入門した。
ジムの師範代である兄弟子のビリー・ジョイスのコーチのもとトレーニングを積んだ後、ヨーロピアン・トーナメント優勝を経て1959年に19歳でプロデビュー（1958年6月デビュー説もある）。以後、イギリスのジョイント・プロモーションズを活動拠点に、1960年代は欧州各国からインドや中東、さらには南米まで、世界中のリングに上がった。
1965年6月12日にはヨーロピアン・ヘビー級王座、1967年1月18日にはブリティッシュ・ヘビー級王座を、それぞれ地元のマンチェスターにて兄弟子のジョイスから奪取。翌1968年4月、国際プロレスに初来日を果たし、以降同団体の外国人エースとなった（後述）。
1969年からは北米マットにも進出し、カナダのカルガリーにてスチュ・ハートが主宰していたスタンピード・レスリングに参戦。同年6月26日、前王者アーチー・ゴルディーの欠場に伴いフラッグシップ・タイトルの北米ヘビー級王座を獲得している。7月7日にはドリー・ファンク・ジュニアのNWA世界ヘビー級王座に初挑戦して引き分けており、10日のレジャイナと12日のエドモントンでも連続挑戦した。北米ヘビー級王座は翌1970年2月6日、後に全日本プロレスでも抗争を展開することになるアブドーラ・ザ・ブッチャーに敗れるまで戴冠を続け、以降もブッチャーを相手に同王座を争った。
カルガリーと並行して南半球のオーストラリア（ジム・バーネット主宰のワールド・チャンピオンシップ・レスリング）にも遠征しており、1969年10月31日にキラー・カール・コックスから豪州版のIWA世界ヘビー級王座を奪取、12月19日にキング・カーティス・イヤウケアに明け渡すまで、北米ヘビー級王座との二冠王の座に就いていた。

#### 1970年代
1970年のハワイ滞在中、同じ英国出身のロード・ブレアースの紹介でバーン・ガニアと邂逅。当時日本での主戦場としていた国際プロレスが、同年にガニア主宰のAWAと提携したこともあり、翌1971年よりロビンソンもAWAに登場。ブラックジャック・ランザとの抗争を皮切りに、アメリカ合衆国本土での活動を本格的に開始する。1972年からは国際プロレスと同様にAWAにおいてもレスリング・キャンプのコーチとなり、リック・フレアー、コシロ・バジリ、ケン・パテラ、ジム・ブランゼル、グレッグ・ガニア、ボブ・リーマスなどを指導した。なお、ハワイでは1970年8月26日と1973年1月17日に、ホノルルにてファンク・ジュニアのNWA世界ヘビー級王座に再挑戦して引き分けている。
AWAではベビーフェイス陣営の主力となって活躍し、1972年12月30日には帝王ガニアとのコンビでニック・ボックウィンクル&レイ・スティーブンスからAWA世界タッグ王座を奪取。1974年7月21日にもクラッシャー・リソワスキーと組んで同王座を獲得した。なお、同年はガニアがエドワード・アズナーと製作した映画 "The Wrestler" に主役プロレスラーとして出演している。ガニアはロビンソンをシューターとして高く評価し、AWAを道場破りなどの外敵から守るポリスマン（用心棒）の役割も委ねていたという。
日本で国際プロレスから新日本プロレス、さらには全日本プロレスへと移籍した1975年から1976年にかけては、アメリカでもAWAを一時離れ他団体に進出。新日本参戦直前の1975年11月17日にはWWWFに出場し、ニューヨークのマディソン・スクエア・ガーデンでジョニー・ロッズを下している。NWAの南部テリトリーも転戦して、同年12月20日にフロリダ州タンパでキラー・コワルスキーから南部ヘビー級王座を奪取。1976年1月6日には同所にてテリー・ファンクのNWA世界ヘビー級王座に挑戦し、ファンク・ジュニアへの幾多の挑戦試合と同様に60分時間切れ引き分けの戦績を残した。同年はルイジアナ地区でビル・ワットと組み、USタッグ王座も獲得している。全日本プロレスのレギュラー外国人選手となっていた1977年はNWAの総本山だったセントルイス地区にも度々登場、キール・オーディトリアムにてブルドッグ・ボブ・ブラウンやイワン・コロフ、クリス・マルコフらと対戦した（キール・オーディトリアムにはAWA在籍中にも時折出場しており、1974年2月15日にはハーリー・レイスのNWAミズーリ・ヘビー級王座に挑戦している）。
アメリカでの主戦場だったAWAでは世界ヘビー級王座戴冠は実現しなかったものの、大英帝国ヘビー級王者に認定されている。同王座は英連邦のカナダで単発的に防衛戦が行われ、1978年3月にアンジェロ・モスカ、1979年10月にスーパー・デストロイヤー・マークIIにタイトルを奪われたが、いずれも短期間で奪還している。

#### 1980年代
1980年、AWAの提携団体だったテネシー州メンフィスのCWAに参戦。4月28日にマスクド・スーパースターを下し、前王者ジェリー・ローラーの返上で空位となっていたCWA世界ヘビー級王座を獲得している。以降もビル・ダンディー、オースチン・アイドル、ボビー・イートンを破り同王座を再三獲得、因縁のボックウィンクルをはじめ、トミー・リッチ、ポール・エラリング、キラー・カール・クラップ、ジプシー・ジョー、さらにはルー・テーズをチャレンジャーに防衛戦を行うなど、1981年2月までCWA世界王者として活躍した。
1981年は3月から5月にかけてメキシコのUWAにも出場しており、5月1日のエル・トレオでのイベントでは、1975年の新日本プロレス参戦以来となるストロング小林とも6人タッグマッチで久々に対戦。5月18日にはアレナ・プエブラにて、初代タイガーマスクともタッグを組んだ（ロビンソン、タイガーマスク、エル・ソリタリオ対カネック、ビジャノ3号、スコルピオ）。
デビュー以来ベビーフェイスのポジションで活動していたが、1982年、カナダのモントリオールにてヒールターンを決行。口髭を生やし、同じイギリス人のロード・アル・ヘイズをマネージャーに従え、嫌味な英国紳士のヒールを演じた。11月にはリック・マーテルを破りモントリオール版のインターナショナル・ヘビー級王座を獲得、以降もザ・デストロイヤーやディノ・ブラボーと同王座を争った。1983年5月23日には現地ヒールのピエール・ルフェーブルをパートナーに、ジノ・ブリット&トニー・パリシから同タッグ王座も奪取、これが彼のキャリアにおける最後のタイトル戴冠となっている。
その後はベビーフェイスに戻ってAWAに復帰し、1984年にはAWA世界王者となってアメリカに乗り込んできたジャンボ鶴田にも挑戦したが、現役最後の年となった1985年に再びヒールターン。ガニアがNWAのジム・クロケット・ジュニアらと共同で立ち上げたWWFの対抗組織「プロレスリングUSA」にも参加し、2月24日に行われたビッグイベント "Star Wars" ではボブ・バックランドと対戦。同日に行われたタッグチーム・バトルロイヤルにはカマラとの異色コンビで出場、サージェント・スローターと決勝を争った。
4月21日にAWAがセントポールで開催した "StarCage 1985" にもボビー・ダンカンとのタッグで出場するなどヒールでの活動を続けたが、腰や膝など身体の故障に加え、WWFの全米侵攻でアメリカ・マット界のテリトリー制が崩壊しつつあったこともあり、同年に現役を引退した。

### 日本での活動

#### 国際プロレス
初来日は1968年4月、日本レスリング協会の会長で国際プロレスの発起人でもあった八田一朗が、当時のロビンソンの活動拠点だった英国のジョイント・プロモーションズとのコネクションを持っていたため、八田の仲介で国際プロレスの『日英チャンピオン・シリーズ』に参戦。当時の国際プロレスはブッカーのグレート東郷と決別し、八田を窓口にヨーロッパを外国人選手の新しい招聘ルートとして再出発していたが、日本プロレスのアメリカン・プロレス路線を見慣れていた日本のファンや関係者にとって、欧州の選手は地味な印象を持たれがちだった。
しかし、未知の技ダブルアーム・スープレックスを日本で初公開したロビンソンは日本でも強烈なインパクトを残し、一躍注目の存在となる。初来日時には豊登とサンダー杉山を相手にヨーロピアン・ヘビー級王座を防衛。再来日となる同年11月開催の『ワールド・チャンピオン・シリーズ』（第1回IWAワールド・シリーズ）では優勝を果たし、IWA世界ヘビー級王座の初代チャンピオンに認定された。なお、同シリーズでは英マットでの盟友ジョージ・ゴーディエンコやピーター・メイビアともリーグ戦で対戦した（メイビアとはリング外のストリートファイトでも一戦交えている）。
シリーズ終了後も国際プロレスに残留し、翌1969年上期まで、外国人でありながら日本人陣営のエースとなって活躍。それまで外人レスラーは敵役という図式が支配的だった日本のプロレス界において、日本人選手と共闘する初の外国人ヒーローとなった。また、国際プロレスでは若手選手のトレーナーも兼任し、寺西勇、マイティ井上、アニマル浜口らを指導している。
IWA世界ヘビー級王座は、1969年1月から5月にかけて、グレート草津、チーフ・ホワイト・ウルフ、スタン・スタージャック、ラッシャー木村を相手に防衛。同時期に保持していたヨーロピアン・ヘビー級王座の防衛戦も、アルバート・ウォールらを挑戦者に迎えて行われた。IWAワールド・シリーズでは、1970年3月の第2回大会でも決勝でストロング小林を下して2連覇を果たす。1971年3月の第3回大会では、ビリー・ライレー・ジムでもスパーリングを行ったことのあるカール・ゴッチ、そしてモンスター・ロシモフと名乗っていた頃のアンドレ・ザ・ジャイアントとの3者で優勝戦を争った。
1970年からのアメリカ進出に伴い、同年5月にIWA世界ヘビー級王座を杉山にリングアウト負けで明け渡すも、AWAのスター選手となってからも国際プロレスには度々来日。1974年には、前王者小林の離脱で空位となっていた同王座に返り咲いている（6月3日の王座決定戦で木村を破って戴冠、タイトルをアメリカに持ち去った）。なお、この来日時にはタッグマッチながら初めて金網デスマッチに出場している（5月26日、豊田市体育館におけるロビンソン&井上vsセーラー・ホワイト&レーン・ゴルト）。最後の参戦となった同年秋の『ワールド・チャンピオン・シリーズ』では、11月20日に蔵前国技館にてバーン・ガニアのAWA世界ヘビー級王座に挑戦した。

#### 新日本プロレス
最後の国際プロレス参戦から1年後の1975年12月、新日本プロレスの『闘魂シリーズ第2弾』に終盤戦特別参加で登場（この移籍は当時の新日本のブッカーだったカール・ゴッチのオファーを受けてのものだったが、ゴッチは新日本が旗揚げされた1972年からロビンソンに移籍を打診していたという）。
来日第1戦となる12月4日の大阪府立体育館では、国際時代からの因縁の相手であるストロング小林に勝利。その後も永源遙、山本小鉄、星野勘太郎を下し、タッグマッチではグレッグ・バレンタインと組んで小林&坂口征二と対戦した。そしてシリーズ最終戦の12月11日、蔵前国技館にてアントニオ猪木のNWFヘビー級王座に挑戦。3本勝負でそれぞれが1本ずつ取った後、60分時間切れ引き分けとなったこの試合は、プロレス史に残る不朽の名勝負とされている。
新日本からは長期契約が提示され、以降も参戦が予定されていたが、報酬額の低減を要求されるなど条件面の不信感から、新日本参戦はこの一度だけに終わった。しかし、ロビンソンは猪木の実力を高く評価し、それ以前も以後も含め、自分が闘った日本人選手の中ではナンバーワンだったとしている。
なお、新日本プロレスには引退後の1990年9月30日、アントニオ猪木のレスラー生活30周年記念のメモリアル・イベントに、ジョニー・バレンタイン、ジョニー・パワーズ、タイガー・ジェット・シン、アンドレ・ザ・ジャイアント、スタン・ハンセンなど、猪木の往年のライバル選手と共にスペシャル・ゲストとして招かれている。

#### 全日本プロレス
1976年、ドリー・ファンク・ジュニアの仲介のもと全日本プロレスと契約。初登場となる7月の『サマー・アクション・シリーズ』において、前年の猪木戦と同じ蔵前国技館にてジャイアント馬場のPWFヘビー級王座に挑戦したが、2-1のスコアで敗退している。以降も全日本の常連外国人選手となるも、馬場との連戦は組まれず、ジャンボ鶴田のライバルとして活動。1977年3月5日には鶴田を破りユナイテッド・ナショナル・ヘビー級王座を獲得した。
1977年12月の『世界オープンタッグ選手権』には西ドイツのホースト・ホフマンとのヨーロッパ代表コンビで出場、実力者同士のタッグチームとしてザ・ファンクスとも好勝負を展開したが、チームワークに難があり戦績は芳しくなかった。その後もエース外国人の一人となって活躍し、1978年6月12日にはキラー・トーア・カマタからPWFヘビー級王座を奪取、10月18日にアブドーラ・ザ・ブッチャーに敗れてタイトルを失うも、ブッチャーとの抗争ではラフファイトの強さも見せた。
タッグでは、1977年3月8日にミル・マスカラスとのドリーム・チームが実現、馬場&鶴田からストレート勝ちを収めている。1980年10月17日には、AWAでも組んだことのあるワフー・マクダニエルとのコンビで馬場&鶴田のインターナショナル・タッグ王座に初挑戦した。オープンタッグ選手権の改称版である『世界最強タッグ決定リーグ戦』には、1978年にワイルド・アンガス、1980年にレス・ソントンと、同じ英国出身の選手をパートナーに出場している。
1980年代に入るとコンディションの低下もあって徐々にエース外国人のポジションを追われるようになり、来日頻度も減少。1982年3月には全日本参戦6年目にして『チャンピオン・カーニバル』に初出場したが、テッド・デビアス、ブルーザー・ブロディ、天龍源一郎など新しい世代の選手の後塵を拝して18人中6位に終わり、優勝争いに加わることはなかった。その後は1984年5月と1985年10月に来日し、最後の参戦となった1985年に現役を引退した。

### 引退後
現役を引退し、ラスベガスにてホテルのガードマンの職に就いていた1992年、ルー・テーズのオファーによりUWFインターナショナルに来日。5月8日の横浜アリーナ大会にてニック・ボックウィンクルとエキシビション・マッチを行った。その後はUWFインターナショナルのトレーナーとなり、テネシー州ナッシュビルにあった同団体のアメリカ・オフィスのジムにて選手のコーチを担当。タイトルマッチのウィットネスとして度々来日することもあった。
UWFインターナショナル解散後は再びレスリング・ビジネスから離れていたが、同団体の取締役だった宮戸優光の招きで、1999年よりUWFスネークピットジャパンのヘッドコーチに就任。以降2008年まで、東京の高円寺に定住して鈴木秀樹など後進の指導・育成に携わった。
帰米後はアーカンソー州リトルロックに居住、その後も宮戸らの招きにより2年に1度のペースで来日していた。
2014年、自宅にて75歳で死去。当初は3月3日死去と発表されたが、3月5日付でフェイスブックに開設された「ビル・ロビンソン・メモリアルページ」にて、ロビンソンの長男のコメントをもとに2月27日に変更された。

## 得意技
ダブルアーム・スープレックス
リバース・フルネルソンからのスープレックス。「人間風車」と称され、そのままロビンソンの異名にもなった。全盛期はドリー・ファンク・ジュニアらのアメリカ式の投げ方よりも低空でスピードを重視するヨーロッパ式の投げ方であったが、腰を痛めてからはアメリカ式のものに変え、ワンハンド・バックブリーカーを切り札とした。
ワンハンド・バックブリーカー
バックドロップの要領で肩まで抱え上げ、自らの膝に片手で相手を背中から落とすバックブリーカー。ジャイアント馬場、アブドーラ・ザ・ブッチャー、キラー・トーア・カマタのような巨漢にもこの技をかけてみせたが、それが膝を痛める一因にもなった。なお、ロビンソン自身も語っているようにワンハンド（片腕）で持ち上げるわけではない。
ヨーロピアン・アッパー・カット
フロント・スープレックス
ジャーマン・スープレックス
サイド・スープレックス
ツームストーン・パイルドライバー
キャリア中盤では秘密兵器としてここ一番で繰り出した。馬場との初対決となった3本勝負の2本目は、この技で馬場からピンフォールを奪っている。
ジャパニーズ・レッグロール・クラッチ
この技でジャンボ鶴田から3カウントを奪ったこともある。
ショルダー式ネックブリーカー
ヨーロッパ式のネックブリーカー。若き日のロビンソンはフロントチョークの形で相手の首を掴んでから回転してジャンプするようにこの技を仕掛けていた。
ネック・ブロック
相手を座らせた状態で頭を押さえながらジャンプし、自分の腹のあたりを相手の首筋に落とす技。
ヨーロピアン・クラッチ

## 獲得タイトル
ジョイント・プロモーションズ
- ヨーロピアン・ヘビー級王座：1回[12]
- ブリティッシュ・ヘビー級王座：1回[13]

国際プロレス
- IWA世界ヘビー級王座：2回[42]

全日本プロレス
- UNヘビー級王座：1回[58]
- PWFヘビー級王座：1回[59]

スタンピード・レスリング
- 北米ヘビー級王座（カルガリー版）：2回[14]

ワールド・チャンピオンシップ・レスリング（オーストラリア）
- IWA世界ヘビー級王座（オーストラリア版）：1回[16]

アメリカン・レスリング・アソシエーション
- AWA世界タッグ王座：2回（w / バーン・ガニア、クラッシャー・リソワスキー）[21]
- AWA大英帝国ヘビー級王座：3回[29]

チャンピオンシップ・レスリング・フロム・フロリダ
- NWA南部ヘビー級王座（フロリダ版）：1回[24]

NWAトライステート
- NWA USタッグ王座（トライステート版）：1回（w / ビル・ワット）[26]

NWAミッドパシフィック・プロモーションズ
- NWAハワイ・タッグ王座：2回（w / ジョニー・バレンド、エド・フランシス）[66]

コンチネンタル・レスリング・アソシエーション
- CWA世界ヘビー級王座：4回[30]
- AWA南部タッグ王座：2回（w / ケン・ルーカス）[67]

Lutte Internationale
- インターナショナル・ヘビー級王座（モントリオール版）：2回[35]
- インターナショナル・タッグ王座（モントリオール版）：1回（w / ピエール・ルフェーブル）[36]

## 入場テーマ曲
- ブルー・アイド・ソウル（カール・ダグラス）作曲:ビドゥー（英語版）
1977年の「世界オープンタッグ選手権」で初使用[68]。1975年2月25日の日本盤発売当初の邦題は『ソウル・ドラゴンのテーマ』であり[69]、シングルレコードのジャケットもカール・ダグラスの顔写真であったが、1978年に『人間風車〜ビル・ロビンソンのテーマ』のタイトルで、ジャケットもロビンソンがダブルアーム・スープレックスを放っている写真に変わった[68]。1975年に欧米で「ビドゥー・オーケストラ」名義のアルバム[70]にこの曲が収録された際にもカール・ダグラス盤と同一音源が収録されている。『史上最大! プロレス・テーマ決定版』（テイチク）でも収録されているが、この時はまだロビンソンのテーマ曲とはなっていないため、『リングの勇者に捧げるマーチ』というタイトルが付けられている[68]。教え子である鈴木秀樹に継承された。

## 映画出演
- The Wrestler（1974年） - ビリー・テイラー役[71]
- 兜王ビートル（2005年） - エル・ロビンソン役